# Claude-André Dormy
Claude-André Dormy, mort le 15 février 1599 à Boulogne, est un prélat français, évêque de Boulogne. 

## Biographie
En 1567, Claude-André Dormy est nommé le premier évêque de Boulogne, mais il ne prend possession de son siège qu'en 1570, à cause des troubles causés alors à Boulogne par les huguenots.
Les Guise l'entraînent dans le parti de la Ligue. Il est obligé de s'éloigner de son évêché, mais rentre ensuite dans le devoir lorsque Henri IV abjure le protestantisme en 1593.
Son neveu Claude Dormy lui succède comme évêque de Boulogne.

## Source
- Eugène Van Drival, Histoire des évêques de Boulogne, Boulogne-sur-Mer, 1852.